# Bahnhof Arzfeld

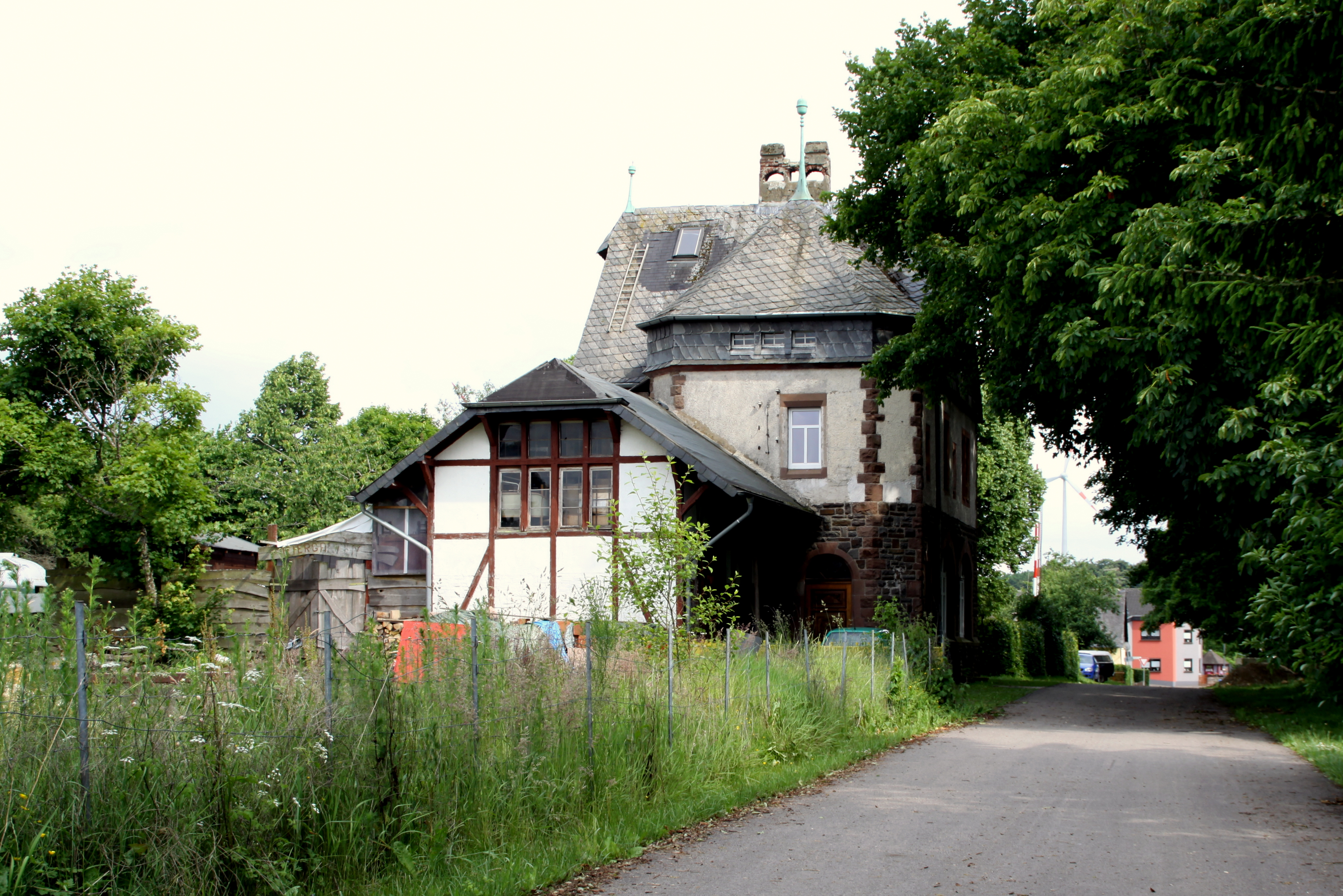
Bahnhof in Arzfeld

Der Bahnhof in Arzfeld, einer Ortsgemeinde im Eifelkreis Bitburg-Prüm in Rheinland-Pfalz, wurde 1907 errichtet. Die Denkmalzone mit der Adresse Zum Bahnhof 2 ist ein geschütztes Kulturdenkmal.
Der Bahnhof der stillgelegten Enztalbahn wurde in seltener Vollständigkeit bewahrt. So finden sich neben den Bahnhofsgebäuden auch ein eingeschossiges Bahnbedienstetenhaus sowie ein Güterschuppen in Fachwerkbauweise.
Das ländliche Erscheinungsbild der Bauwerke ist für Bahnbauten des frühen 20. Jahrhunderts charakteristisch.
Der Personenverkehr auf der Enztalbahn wurde am 1. Juni 1969, der Güterverkehr am 18. Mai 1989 eiestellt. Auf der Trasse verläuft ein Radweg.
Im Bahnhofsgelände stehen seit 1989 einige ehemalige Personenwagen, die als Ferienwohnungen genutzt werden.